# Encs
Encs – miasto na Węgrzech, w komitacie Borsod-Abaúj-Zemplén. W 2011 roku liczyło prawie 6,2 tys. mieszkańców.

## Miasta partnerskie
- Kępno
- Moldava nad Bodvou
- Bad Dürrenberg